# Marjiwka (obwód połtawski)
Marjiwka (ukr. Мар'ївка) – wieś na Ukrainie, w obwodzie połtawskim, w rejonie połtawskim, w hromadzie Nowoseliwka. W 2001 liczyła 241 mieszkańców.